# Плейоне
Плейо́не (лат. Pleione) — род многолетних наземных и эпифитных травянистых растений семейства Орхидные, или Ятрышниковые (Orchidaceae).
Аббревиатура родового названия — Pln.
Многие представители рода и гибриды с их участием популярны в комнатном и оранжерейном цветоводстве, а также широко представлены в ботанических садах.

## Этимология
Род назван по имени Плейоны, которая по древнегреческой мифологии была матерью Плеяд.
Английское название — Peacock orchid.

## Биологическое описание
Маленькие листопадные симподиальные растения.
Скученные в плотные группы, мелкие, величиной с орех, псевдобульбы с клювовидно оттянутым кончиком живут по одному году и несут один-два верхушечных эллиптических или ланцетных складчатых листьев, которые к осени отмирают. Каждая псевдобульба даёт от основания 1-2 коротких цветоноса, оканчивающихся единственным (редко двумя) крупным изящным цветком. Большинство видов цветёт в безлистном состоянии ранней весной, некоторые — поздней осенью.

## Ареал, экологические особенности
Центральный Непал, Индия, Вьетнам, Китай, юг и юго-восток Бирмы, север Таиланда и Лаоса.
Горы и предгорья от 600 до 4200 метров над уровнем моря.
Эпифиты, литофиты или наземные растения.
Все виды относятся к числу охраняемых (второе приложение CITES).

## Систематика
Авторы двух последних монографий, посвящённых роду Pleione, различаются во взглядах на его объём.
Phillip Cribb и Ian Butterfield выделяют 19 видов и 6 природных гибридов:
Виды: albiflora, aurita, bulbocodioides, chunii, coronaria, formosana, forrestii, grandiflora, hookeriana, humilis, limprichtii, maculata, microphylla (под сомнением), pleionoides, praecox, saxicola, scopulorum, vietnamensis, yunnanensis.
Природные гибриды: ×barbarae, ×christianii, ×confusa, ×kohlsii, ×lagenaria, ×taliensis
Gianantonio Torelli описывает 22 вида и 5 природных гибридов:
Виды: albiflora, amoena (под сомнением), aurita, autumnalis, bulbocodioides, chunii, coronaria, formosana, forrestii, grandiflora, hookeriana, hubeiensis, hui, humilis, limprichtii, maculata, microphylla, praecox, saxicola, scopulorum, speciosa, voltolinii, yunnanensis.
Природные гибриды: ×christianii, ×confusa, ×kohlsii, ×lagenaria, ×taliensis

## Виды

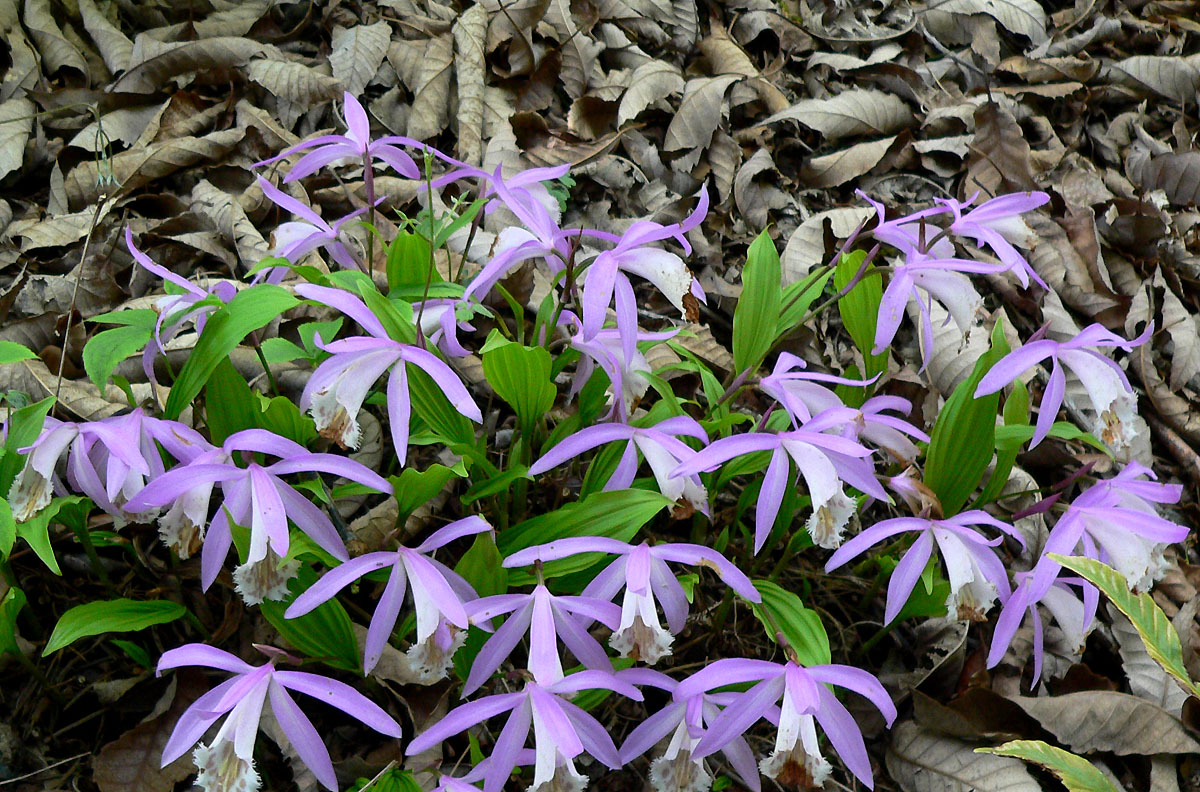
Pleione formosana at the University of California Botanical Garden, Berkeley, California

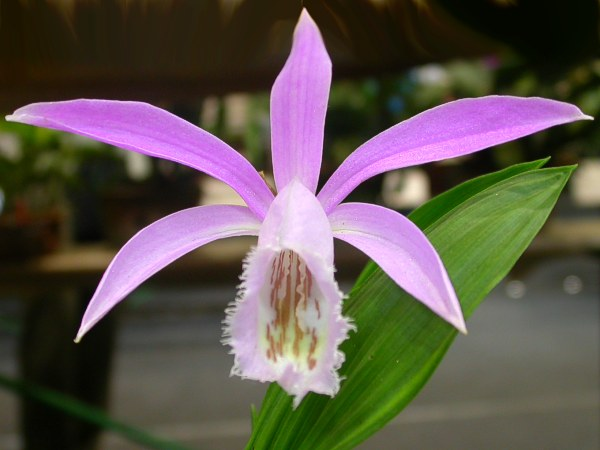
Pleione formosana

По информации базы данных The Plant List, род включает 26 видов:
- Pleione albiflora P.J.Cribb & C.Z.Tang
- Pleione aurita P.J.Cribb & H.Pfennig
- Pleione autumnalis S.C.Chen & G.H.Zhu
- Pleione bulbocodioides (Franch.) Rolfe
- Pleione × christianii Perner
- Pleione chunii C.L.Tso
- Pleione × confusa P.J.Cribb & C.Z.Tang
- Pleione coronaria P.J.Cribb & C.Z.Tang
- Pleione formosana Hayata
- Pleione forrestii Schltr.
- Pleione grandiflora (Rolfe) Rolfe
- Pleione hookeriana (Lindl.) Rollisson
- Pleione humilis (Sm.) D.Don — Плейоне приземистая
- Pleione kaatiae P.H.Peeters
- Pleione × kohlsii Braem
- Pleione × lagenaria Lindl. & Paxton
- Pleione limprichtii Schltr.
- Pleione maculata (Lindl.) Lindl. & Paxton
- Pleione microphylla S.C.Chen & Z.H.Tsi
- Pleione pleionoides (Kraenzl.) Braem & H.Mohr
- Pleione praecox (Sm.) D.Don
- Pleione saxicola Tang & F.T.Wang ex S.C.Chen
- Pleione scopulorum W.W.Sm.
- Pleione × taliensis P.J.Cribb & Butterf.
- Pleione vietnamensis Aver. & P.J.Cribb
- Pleione yunnanensis (Rolfe) Rolfe

## Природныегибриды
По данным Королевских ботанических садов в Кью:
- Pleione × barbarae Braem, 1999 (Pleione bulbocodioides × Pleione grandiflora)
- Pleione × christianii Perner, 1999 (Pleione bulbocodioides × Pleione forrestii)
- Pleione × confusa P.J.Cribb & C.Z.Tang, 1983 (Pleione albiflora × Pleione forrestii)
- Pleione × harberdii Braem, 1999 = Pleione × barbarae
- Pleione × kohlsii Braem, 1991 (Pleione aurita × Pleione forrestii)
- Pleione × lagenaria Lindl. & Paxton, 1851 (Pleione maculata × Pleione praecox)
- Pleione × moelleri Braem, 1999 = Pleione × barbarae
- Pleione × mohrii Braem, 1999 = Pleione × barbarae
- Pleione × taliensis P.J.Cribb & Butterf., 1999 (Pleione bulbocodioides × Pleione yunnanensis)

## В культуре
Различают две группы плейоне. Виды и гибриды первой группы цветут весной с марта по апрель, в безлистном состоянии. Растения второй группы зацветают осенью, после того как новая псевдобульба уже сформировалась. В культуре более популярными являются весеннецветущие виды.
Обычно посадка производится в конце января — начале февраля. Субстрат должен быть максимально водо- и воздухопроницаемым. Вот несколько наиболее распространенных на сегодня смесей:
- 4 части сосновой коры мелкой фракции (1-10 мм), 1 часть вермикулита, 1 часть древесного угля, 1 часть торфа и 2 части измельченного пенопласта (3-6 мм).
- 2 части сосновой коры и 1 часть сфагнума.
- 2 части сосновой коры мелкой фракции, 3 части сфагнума и 1 часть перлита.

До появления цветоносов полив ограничивают. В период активной вегетации полив производят ежедневно. 
В начале сентября плейоне поливают последний раз и до октября — ноября дают вызреть новым побегам. В этот период растения теряют листья, субстрат полностью высыхает. 
В ноябре псевдобульбы выкапывают из горшков и помещают в целлофановых пакетах в холодильник (секцию для овощей и фруктов).
Общими для большинства видов плейоне являются следующие температурные показатели:
- Зима: 0—4 °C,
- Весна: 8—18 °C,
- Лето: до 26 °C.

P. maculate, P. praecox и их гибрид ×lagenaria цветут осенью. Зимнее содержание требует более теплой температуры — минимум 10 °C. 

P. coronaria и P. scopulorum содержатся в холоде до начала марта, а P. hookeriana — до конца марта. Для P. scopulorum, в отличие от других видов плейоне, устраивают зимовку в субстрате, который не должен пересыхать полностью, иначе бульба сморщится и погибнет.